# الناصر أيوب بن طغطكين
الناصر أيوب بن طغتكين 598 - 611 هـ / 1202 - 1214م هو الملك الناصر أيوب بن طغتكين بن أيوب بن شادي ولي اليمن بعد قتل أخيه الملك المعز.
وكان صغيراً فتولى شئون الدولة مربيه الأمير سيف الدين سنقر ( الأتابك ) فتولى تدبير أمور دولته أولا بتثبيت الأمور في المناطق الخاضعة للسيطرة الأيوبية وعزل وتعين بعض الولاة وبعد ذلك تفرغ سنقر لاستعادة النفوذ الأيوبي والسيطرة التامة على البلاد حتى توفى سنة 608 هـ.
وبعد وفاة الأمير سنقر جعل الناصر أيوب بن سيف الإسلام طغتكين غازي بن جبريل مكانه قائما بالملك فحمل الناصر على طلوع صنعاء لقتال الإمام عبد الله بن حمزة فلما استقر بها سممه غازي فتوفي في شهر محرم سنة 611 هـ وحمل إلى تعز وقبر فيها.